# Nederlandse kampioenschappen schaatsen afstanden 2017 - 1500 meter mannen
De 1500 meter mannen op de Nederlandse kampioenschappen schaatsen afstanden 2017 werd gereden op donderdag 29 december 2016 in ijsstadion Thialf te Heerenveen. Er namen twintig mannen deel.

## Statistieken

### Uitslag
| Positie | Schaatser          | Paar | Baan | Tijd       |
| ------- | ------------------ | ---- | ---- | ---------- |
| Goud    | Sven Kramer        | 8    | I    | 1:45.82    |
| Zilver  | Kjeld Nuis         | 9    | I    | 1:46.05    |
| Brons   | Patrick Roest      | 8    | O    | 1:46.15 PR |
| 4       | Koen Verweij       | 10   | I    | 1:46.66    |
| 5       | Thomas Krol        | 10   | O    | 1:46.68    |
| 6       | Lucas van Alphen   | 6    | O    | 1:47.03 PR |
| 7       | Jan Blokhuijsen    | 5    | O    | 1:47.19    |
| 8       | Marcel Bosker      | 5    | I    | 1:47.67 PR |
| 9       | Wesly Dijs         | 4    | O    | 1:48.57 PR |
| 10      | Thijs Roozen       | 3    | O    | 1:48.63    |
| 11      | Douwe de Vries     | 9    | O    | 1:48.64    |
| 12      | Lennart Velema     | 6    | I    | 1:49.27    |
| 13      | Jos de Vos         | 7    | O    | 1:49.62    |
| 14      | Chris Huizinga     | 7    | I    | 1:49.73 PR |
| 15      | Martijn van Oosten | 3    | I    | 1:50.05    |
| 16      | Louis Hollaar      | 2    | I    | 1:50.64 PR |
| 17      | Willem Hoolwerf    | 1    | I    | 1:51.03    |
| 18      | Pieter van Velde   | 1    | O    | 1:51.15 PR |
| 19      | Sander Meijerink   | 4    | I    | 1:51.66    |
| 20      | Lex Dijkstra       | 2    | O    | 1:51.98    |

Bron:
Uitslag Heren 1500m Nederlands Kampioenschap Afstanden 28 t/m 30 december 2016 Thialf - Heerenveen 

Scheidsrechter: Dina Melis, Assistent: Loretta Staring 
 Starter: Raymond Micka 

Van 18:22:00 uur tot 18:51:01 uur

### Loting
| Rit | Binnenbaan         | Buitenbaan       |
| --- | ------------------ | ---------------- |
| 1   | Willem Hoolwerf    | Pieter van Velde |
| 2   | Louis Hollaar      | Lex Dijkstra     |
| 3   | Martijn van Oosten | Thijs Roozen     |
| 4   | Sander Meijerink   | Wesly Dijs       |
| 5   | Marcel Bosker      | Jan Blokhuijsen  |
| 6   | Lennart Velema     | Lucas van Alphen |
| 7   | Chris Huizinga     | Jos de Vos       |
| 8   | Sven Kramer        | Patrick Roest    |
| 9   | Kjeld Nuis         | Douwe de Vries   |
| 10  | Koen Verweij       | Thomas Krol      |

1987 · 
1988 · 
1989 · 
1990 · 
1991 · 
1992 · 
1993 · 
1994 · 
1995 · 
1996 · 
1997 · 
1998 · 
1999 · 
2000 · 
2001 · 
2002 · 
2003 · 
2004 · 
2005 · 
2006 · 
2007 · 
2008 · 
2009 · 
2010 · 
2011 · 
2012 · 
2013 · 
2014 · 
2015 · 
2016 · 
2017 · 
2018 · 
2019 · 
2020 · 
2021 · 
2022 · 
2023 · 
2024 · 
2025